# کندج
کندج (تفرش)، روستایی از توابع بخش مرکزی شهرستان تفرش در استان مرکزی ایران است.عکس روستا

## جمعیت
این روستا در دهستان خرازان قرار دارد و براساس سرشماری مرکز آمار ایران در سال ۱۳۸۵، جمعیت آن ۲۰۹ نفر (۸۸خانوار) بوده‌است.